# Gmina zbiorowa Artland
Gmina zbiorowa Artland (niem. Samtgemeinde Artland) – gmina zbiorowa położona w niemieckim kraju związkowym Dolna Saksonia, w powiecie Osnabrück. Siedziba administracji gminy zbiorowej znajduje się w mieście Quakenbrück.

## Podział administracyjny
Do gminy zbiorowej Artland należą cztery gminy, w tym jedno miasto (niem. Stadt):
1. Badbergen
2. Menslage
3. Nortrup
4. Quakenbrück